# Уиллоу-Лейк (тауншип, Миннесота)
Уиллоу-Лейк (англ. Willow Lake) — тауншип в округе Редвуд, Миннесота, США. На 2000 год его население составило 247 человек.

## География
По данным Бюро переписи населения США площадь тауншипа составляет 93,4 км², из которых 92,9 км² занимает суша, а 0,5 км² — вода (0,50 %).

## Демография
По данным переписи населения 2000 года здесь находились 247 человек, 83 домохозяйства и 65 семей.  Плотность населения —  2,7 чел./км².  На территории тауншипа расположено 87 построек со средней плотностью 0,9 построек на один квадратный километр. Расовый состав населения: 99,60 % белых и 0,40 % приходится на две или более других рас. Испанцы или латиноамериканцы любой расы составляли 0,81 % от популяции тауншипа.
Из 83 домохозяйств в 42,2 % воспитывались дети до 18 лет, в 71,1 % проживали супружеские пары, в 3,6 % проживали незамужние женщины и в 20,5 % домохозяйств проживали несемейные люди. 19,3 % домохозяйств состояли из одного человека, при том 15,7 % из — одиноких пожилых людей старше 65 лет. Средний размер домохозяйства — 2,98, а семьи — 3,45 человека.
32,0 % населения — младше 18 лет, 7,7 % — в возрасте от 18 до 24 лет, 24,7 % — от 25 до 44, 23,5 % — от 45 до 64, и 12,1 % — старше 65 лет. Средний возраст — 36 лет. На каждые 100 женщин приходилось 104,1 мужчин.  На каждые 100 женщин старше 18 приходилось 110,0 мужчин.
Средний годовой доход домохозяйства составлял 45 000 долларов, а средний годовой доход семьи —  46 563 доллара. Средний доход мужчин —  22 396  долларов, в то время как у женщин — 18 750. Доход на душу населения составил 14 050 долларов. За чертой бедности находились 9,1 % семей и 14,0 % всего населения тауншипа, из которых 20,0 % младше 18 и 28,6 % старше 65 лет.